# 桃園區
桃園區，舊稱「虎茅莊」，位於臺灣桃園市東北部，西鄰中壢區、北鄰蘆竹區、東鄰龜山區、南鄰八德區、東南鄰新北市鶯歌區，為全臺唯一與隸屬市名相同的市轄區。轄區人口約47.7萬人，人口密度每平方公里約1.4萬人，是桃竹苗地區人口最多、人口密度最高的行政區，也是臺灣人口第二多的鄉鎮市區（僅次於新北市板橋區）。
桃園區為桃園市政府所在地，是桃園市重要的政治、經濟、文化，以及交通中心，與中壢區同為桃園中壢都會區的核心。在該區內以臺鐵桃園車站為中心的桃園站前商圈是規模最大的商業區，而桃園藝文特區、大有地區、中路地區等地亦為區內較繁華的區域。

## 歷史

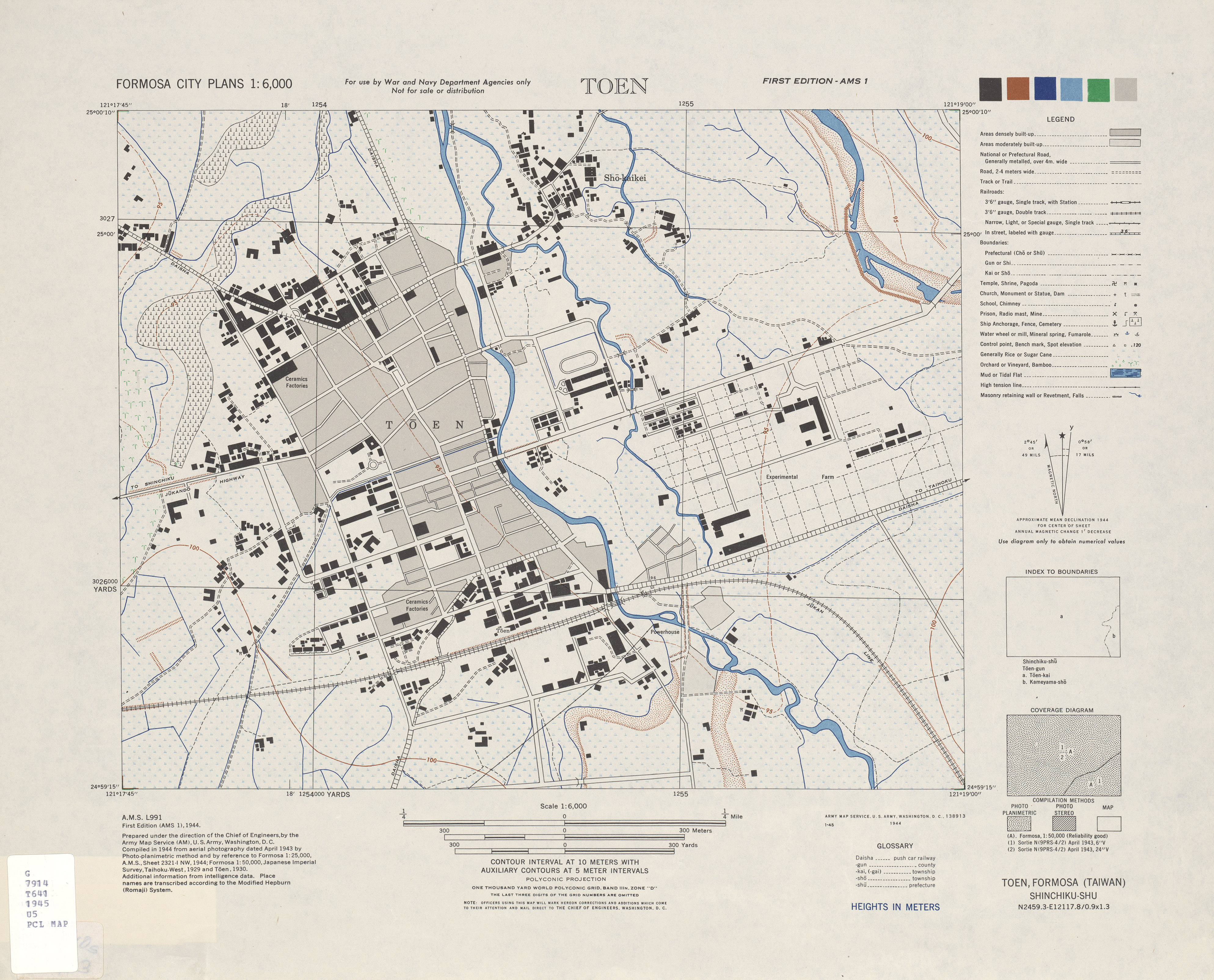
美國海軍航空兵偵照所繪製的桃園街中心地圖

桃園區舊稱「虎茅莊」，係因早年該地茅草遍生，茅草如虎傷人:30。文獻記載最早入墾虎茅莊者，是於1726年入墾的福建漳州漳浦縣人藍勇、藍宗等人，其後尚有泉州晉江縣人林文進、漳州詔安縣人游文郭及廣東饒平縣人鍾相英、梅縣人古傳等人至此拓墾。之後拓墾範圍逐漸擴大，在1747年范咸所重修的《臺灣府志》坊里項已記載虎茅莊為淡水廳轄下35莊之一。由於此前墾民在入墾時遍植桃樹，其後陸續抵達該地開墾的移民，見該地所植桃樹成林，並認為「虎茅莊」一詞不雅，故改名為「桃仔園」:31。在1870年《淡水廳志》中，「桃園」與「桃仔園」兩詞仍並見。至1888年時，劉銘傳擔任臺灣巡撫期間，實施土地清丈，在《魚鱗圖冊》上記載為「桃園」:44。日治時期初期，仍沿用「桃仔園」一詞，包括1896年桃仔園辦務署:52、1901年桃仔園廳:52－53。之後隨著日本人將街庄以上的行政區域悉數改為二字地名，「桃仔園」因此改為「桃園」:53。
桃園早期原為凱達格蘭人的領地，清治時代有漢人移民在此落腳並建立一座草寮奉祀開漳聖王，聚落遂以草寮為中心形成，日後隨街市的漸成，草寮亦改建為桃園景福宮（桃園大廟），迄今仍為桃園區信仰中心。日後因閩客衝突頻繁而建有桃仔園古城，為民間自行興建的土城，並非府縣治所所在的官建城池，其範圍也只有景福宮附近，該城在日本時代被拆除。
1662年，鄭成功率軍擊退荷蘭人，改臺灣為東都，設一府二縣，府即承天府，縣即天興、萬年兩縣，桃園地區隸屬天興縣:24。1664年，鄭經改東都為東寧，天興、萬年兩縣為州:687。1683年8月，鄭克塽降清:26。1684年，臺灣收入清廷版圖，屬福建省臺灣府，下設三縣，即臺灣縣、鳳山縣、諸羅縣，桃園地區隸屬諸羅縣:688。朱一貴事件後，1723年，清廷劃虎尾溪以北的土地增設彰化縣及淡水廳，桃園地區劃歸彰化縣。1731年，清廷再劃大甲溪以北的土地為淡水廳，桃園地區改隸淡水廳:27。1875年，清廷將淡水廳改為淡水、新竹兩縣，桃園地區改歸新竹縣:690。1879年，設臺北府，下分新竹、淡水兩縣:27，桃園地區隸屬淡水縣桃澗堡。1887年，臺灣建省，全臺灣劃分為三府一直隸州十一縣:29。
甲午戰爭後，1895年，清日議定《馬關條約》，臺灣納入日本版圖:29、51。6月17日，臺灣分三縣一廳，桃園隸屬臺北縣淡水支廳:51。1896年3月，縣下改設辦務署，屬臺北縣桃仔園辦務署。1898年，改三縣三廳，屬臺北縣:52，一部分屬桃仔園辦務署，一部分屬滬尾辦務署，一部分則屬三角湧辦務署:691。1901年11月，全臺分二十廳，廳下設支廳，桃園地區隸屬桃仔園廳:52－53。1905年，桃仔園廳改名桃園廳。1920年，臺灣地方官制改革，全臺分五州二廳，下設郡、街庄，桃園街屬新竹州桃園郡:53。桃園街轄桃園、大檜溪、小檜溪、水汴頭、埔子、中路、崁子腳、大樹林等8個大字。
1945年戰後，國民政府接收臺灣。12月27日，將日治時期的五州三廳改為八縣九省轄市:67。1946年1月，桃園街改為「桃園鎮」，屬新竹縣桃園區:67:697。3月1日，原址設在新竹市的新竹縣政府遷至桃園鎮，桃園鎮成為新竹縣縣治:67。1950年9月1日，調整行政區域，全臺灣劃分為十六縣五省轄市。10月，桃園立縣，與新竹縣分治，並裁撤區署，桃園鎮改隸桃園縣，並為桃園縣縣治。由於鄰近臺北都會中心，地價與房價相對便宜，並隨臺北都會區人口逐漸飽和，桃園成為人口主要遷入地點。至1965年起，桃園縣相繼開發工業區，也成為國家重大建設坐落地區，吸引中南部縣市等地居民遷入。桃園鎮人口在1970年突破10萬人後，1971年4月21日，桃園鎮改制為縣轄市「桃園市」:68。2014年12月25日，配合桃園縣升格為直轄市桃園市，桃園縣桃園市改制為桃園市「桃園區」:718。

## 地理

### 地形
桃園區的地理位置主要位於桃園台地上，東北部與龜山區交界處的鳳岩山、虎頭山、龜崙山一帶則屬於地勢更高的林口台地邊緣。

### 水文

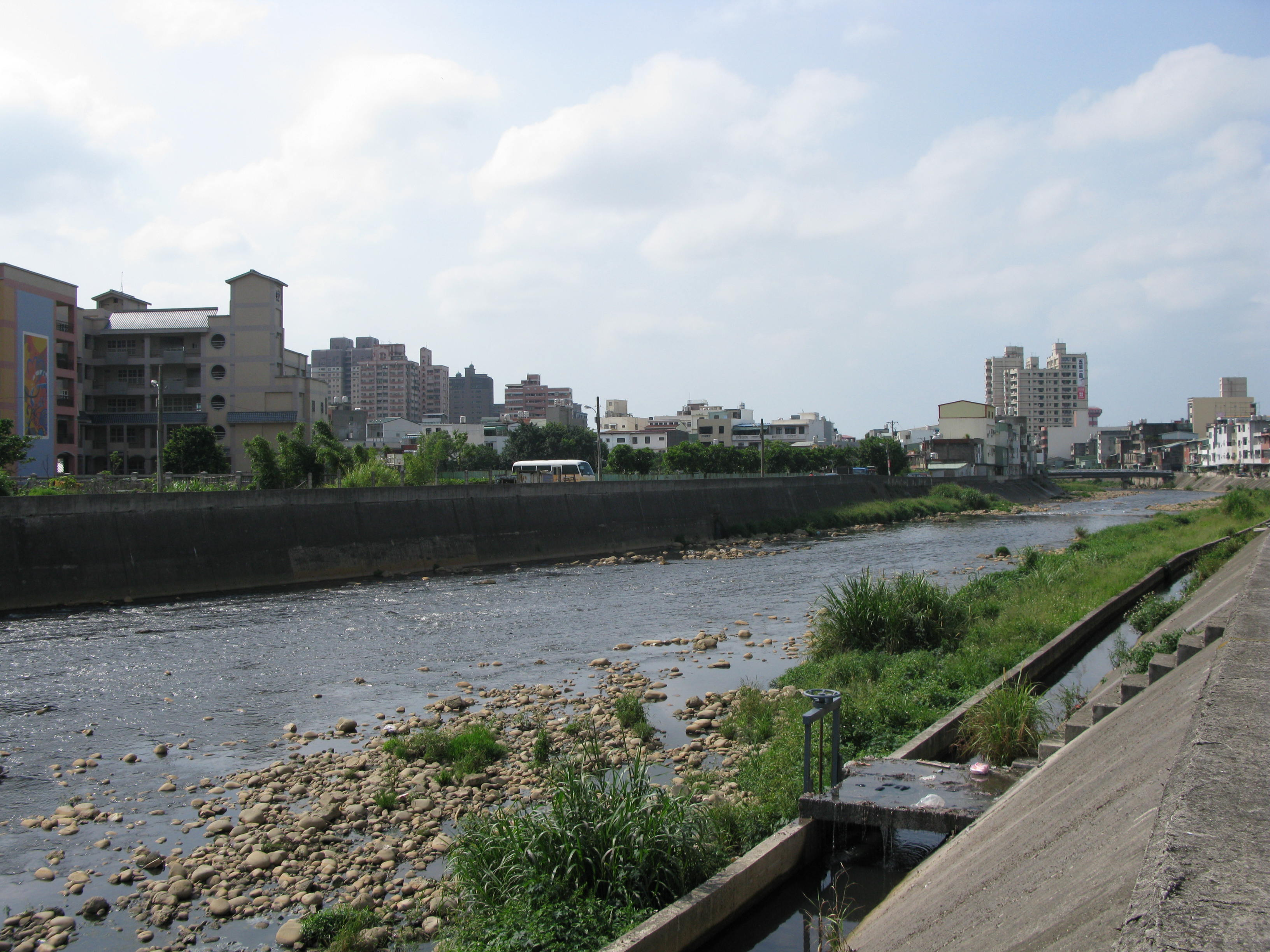
桃園區境內的南崁溪河道

南崁溪以南南東－北北西的流向貫穿東北部地區，為桃園市的市管河川，也是桃園市最重要的河川之一。

### 氣候
桃園區地勢低平，溫度變化較不劇烈，全年無嚴寒天氣:92。桃園區6月至9月月均溫高於攝氏25度，冷季月均溫一般都在攝氏15度以上:132。根據2000年至2013年的氣候資料顯示，桃園區年均溫約為攝氏21.6度，最熱月份為7月的攝氏27.9度，最冷月份為1月的攝氏14.1度:132、133。年平均降雨量約為2,167.2毫米，雨量最多為9月的308.9毫米，最少為1月的98.0毫米:134－135。

### 人口

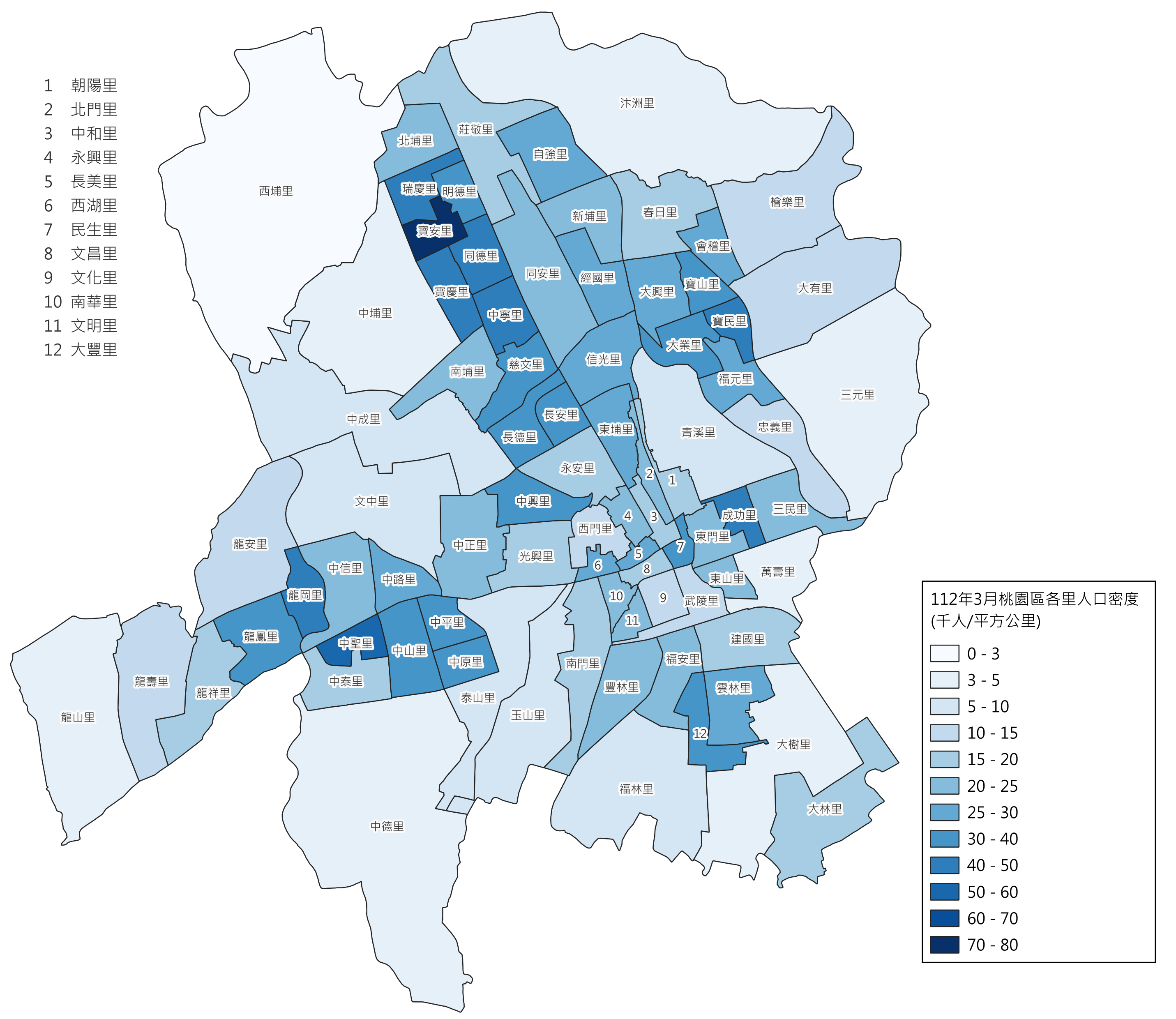
桃園區各里人口密度圖

根據桃園市桃園區戶政事務所統計，2024年底桃園區戶數約19.8萬戶，人口約47.6萬人。區內人口最多與最少的里分別是同安里與萬壽里，2024年底兩里人口分別為13,099人與996人，其中同安里也是桃園市人口第三大里，其他區內人口較多的里包括龍鳳里、莊敬里及寶安里。2024年底時，桃園區人口中有13.91%是0至14歲人口，70.38%是15至64歲人口，15.71%是65歲以上人口。

## 政治

### 歷任首長
| 任次 | 姓名   | 任期                           | 備註         |
| 1    | 張世威 | 2014年12月25日－2018年12月24日 | 首任市長指派 |
| 2    | 陳智仁 | 2018年12月25日－2019年6月17日  |              |
| 3    | 陳玉明 | 2019年6月17日－2022年2月23日   |              |
| 4    | 洪清淵 | 2022年2月23日－2022年12月24日  |              |
| 5    | 陳玉明 | 2022年12月25日－2023年7月14日  |              |
| 6    | 許敏松 | 2023年7月14日－現任            |              |

### 區政組織
桃園區公所是桃園市政府在桃園區的派出機關，在中華民國政府架構中為市政府綜理區政的執行機關，上級業務監督機關為桃園市政府。区长由市長任命，其任期為無任期保障。在區長、副區長及主任秘書之下，設有6課4室等10個內部單位。

### 民意代表
在立法委員選舉中，桃園區因人口眾多，被劃分為桃園市第一選舉區（汴洲里等15里）及第四選舉區（中路里等67里），現任立法委員分別為牛煦庭及萬美玲（ 中國國民黨）。
桃園區為桃園市議會第一選區，在市議會的63席市議員中，桃園區共選出12席區域市議員（不含平地原住民與山地原住民議員）。

### 行政區
現今桃園區行政範圍的確立，來自於1920年，日本將臺灣十二廳改為五州二廳，設桃園街屬新竹州桃園郡。桃園街轄桃園、大樹林、小檜溪、大檜溪、水汴頭、埔子、中路、崁子腳等8個大字。1946年1月，改為「桃園鎮」，屬新竹縣桃園區:341。1950年，調整行政區劃並裁撤區署，桃園鎮改隸新成立的桃園縣。1971年4月21日，桃園鎮改制為「桃園市」:342。2014年12月25日，桃園縣改制為直轄市，桃園市改制為市轄區「桃園區」，隸屬桃園市。
桃園區共轄82里，其行政區域分布情形為:100－108：
| 次分區   | 里名   | 里名   | 里名   | 里名   | 里名   | 里名   | 里名   | 里名   | 里名   | 里名   | 里名   |
| -------- | ------ | ------ | ------ | ------ | ------ | ------ | ------ | ------ | ------ | ------ | ------ |
| 市中區   | 武陵里 | 民生里 | 文化里 | 文昌里 | 文明里 | 南華里 | 南門里 | 西門里 | 西湖里 | 長美里 | 永興里 |
| 市中區   | 中興里 | 光興里 | 中和里 | 北門里 |        |        |        |        |        |        |        |
| 中路區   | 中路里 | 中信里 | 中山里 | 中平里 | 中原里 | 中泰里 | 中聖里 | 中德里 | 中正里 | 文中里 | 中成里 |
| 中路區   | 玉山里 | 泰山里 | 龍岡里 | 龍安里 | 龍鳳里 | 龍祥里 | 龍壽里 | 龍山里 |        |        |        |
| 埔子區   | 東埔里 | 信光里 | 永安里 | 中寧里 | 同德里 | 明德里 | 中埔里 | 南埔里 | 寶慶里 | 寶安里 | 北埔里 |
| 埔子區   | 瑞慶里 | 西埔里 | 慈文里 | 新埔里 | 經國里 | 同安里 | 莊敬里 | 自強里 | 長安里 | 長德里 |        |
| 大樹林區 | 大林里 | 大樹里 | 雲林里 | 大豐里 | 福林里 | 福安里 | 豐林里 | 建國里 |        |        |        |
| 會稽區   | 朝陽里 | 青溪里 | 成功里 | 三民里 | 忠義里 | 福元里 | 三元里 | 大興里 | 大業里 | 會稽里 | 檜樂里 |
| 會稽區   | 大有里 | 寶山里 | 寶民里 | 春日   | 汴洲里 | 東門里 | 東山里 | 萬壽里 |        |        |        |

| 桃園區五大分區示意圖                 |
| 市中區 中路區 埔子區 會稽區 大樹林區 |

## 警政消防治安

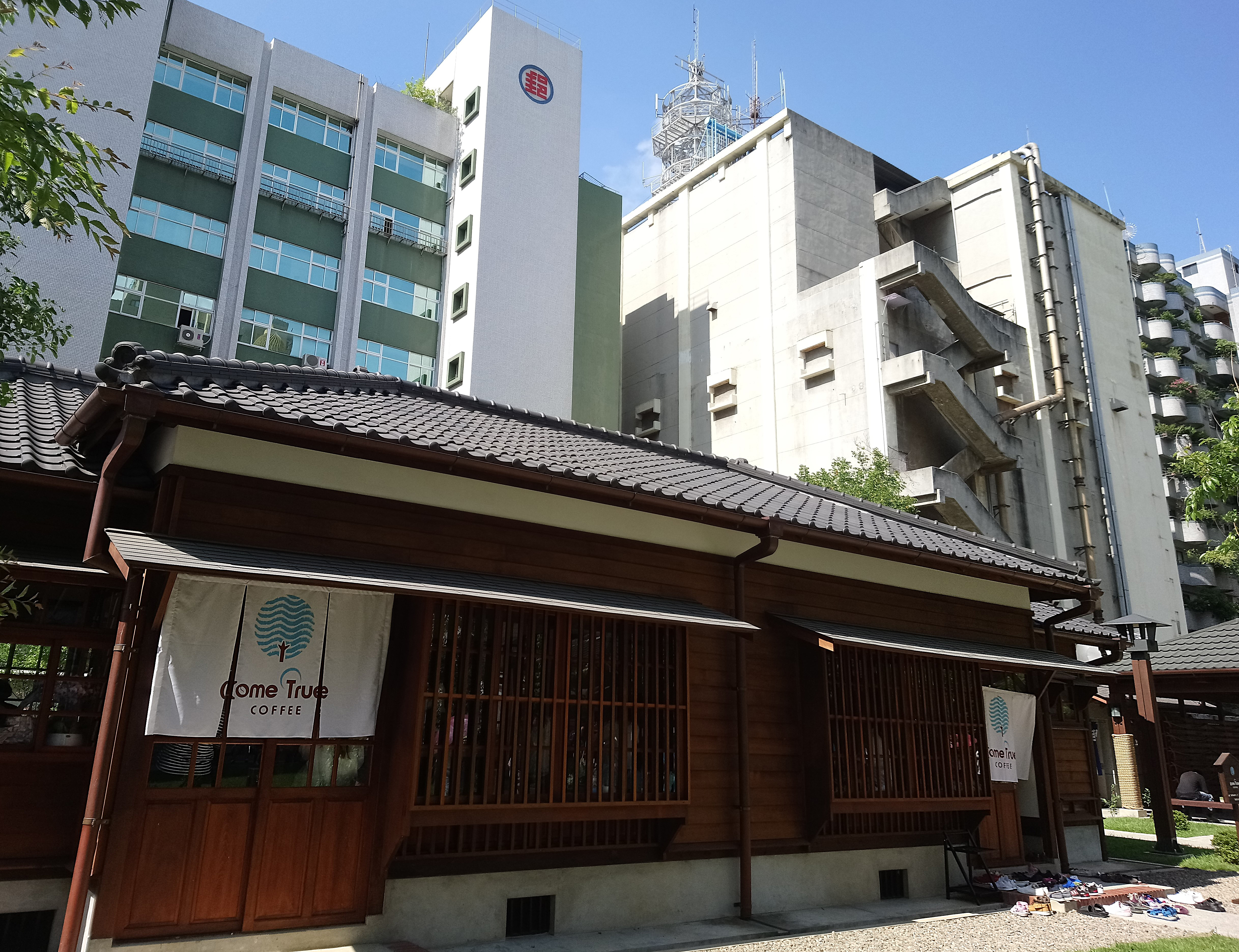
桃園警察局日式宿舍群

- 桃園市政府警察局
  - 桃園交通中隊
  - 桃園分局
    - 景福派出所
    - 武陵派出所
    - 同安派出所
    - 青溪派出所
    - 埔子派出所
    - 中路派出所
    - 大樹派出所
    - 龍安派出所
    - 小檜溪派出所
- 桃園市政府消防局第一大隊
  - 第一大隊部
  - 桃園分隊
  - 大有分隊
  - 大林分隊
  - 三民分隊
  - 中路分隊
  - 特搜大隊部
  - 第一搜救救助分隊部

### 監獄
- 桃園監獄

## 經濟
- 桃園區因都市化迅速，人口聚集，商業鼎盛，紡織以及日用品工業興盛，成為北臺灣最重要的工商都市之一。
- 龜山工業區位於桃園車站後站，多家科技公司坐落於此。
- 桃園區銀行業種多達百餘分公司，為桃園市第一。

## 宗教

### 佛寺
| 寺廟名稱         | 建立時間 | 主祀本尊               |
| ---------------- | -------- | ---------------------- |
| 鴻福寺           | 1751年   | 西方三聖               |
| 鳳山嚴觀音寺     | 1928年   | 觀世音菩薩             |
| 宏善寺           | 1951年   | 釋迦牟尼佛             |
| 桃園佛教蓮杜     | 1954年   | 三寶佛                 |
| 蓮華寺           | 1954年   | 觀世音菩薩             |
| 金剛襌寺         | 1958年   | 釋迦牟尼佛、觀世音菩薩 |
| 佛光山桃園講堂   | 1990年   | 釋迦牟尼佛             |
| 崇福寺           | 1992年   | 釋迦牟尼佛             |
| 圓光桃園學佛行苑 | 1996年   | 三寶佛                 |
| 齋明別苑         | 2014年   | 釋迦牟尼佛             |

### 教會
| 教會名稱                                     | 建立時間 |
| -------------------------------------------- | -------- |
| 台灣基督長老教會桃園教會                     | 1885年   |
| 臺灣聖教會桃園教會                           | 1950年   |
| 臺灣省桃園市桃園區中華基督教會浸信會溢恩堂   | 1954年   |
| 桃園教會聚會所                               | 1956年   |
| 基督教拿撒勒人會桃園教會                     | 1962年   |
| 臺灣基督長老教會迦南教會                     | 1965年   |
| 臺灣桃園市福音信義會                         | 1979年   |
| 臺灣桃園市桃園基督的教會                     | 1987年   |
| 臺灣桃園市中國基督教靈糧世界佈道會桃園靈糧堂 | 1993年   |
| 臺灣基督長老教會宏恩教會                     | 1993年   |
| 臺灣桃園市中華福音修道德會仁愛堂區會         |          |
| 新約教會桃園教會                             |          |
| 臺灣基督長老教會迦光教會                     | 2011年   |
| 台灣基督長老教會中山教會                     | 2010年   |
| 台灣基督長老教會以馬內利教會                 | 2020年   |

### 臺灣民間信仰

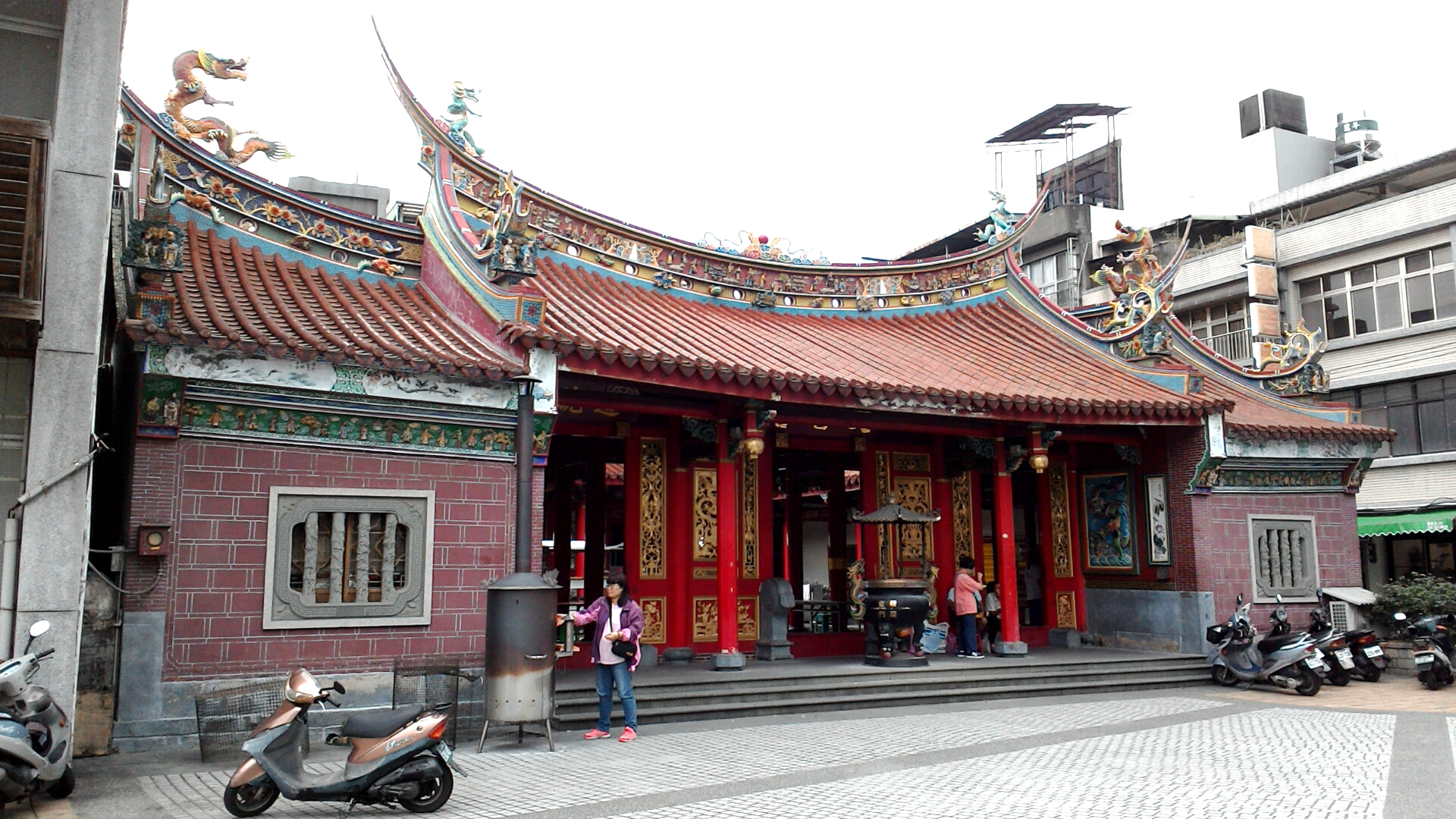
桃園文昌宮

#### 土地公

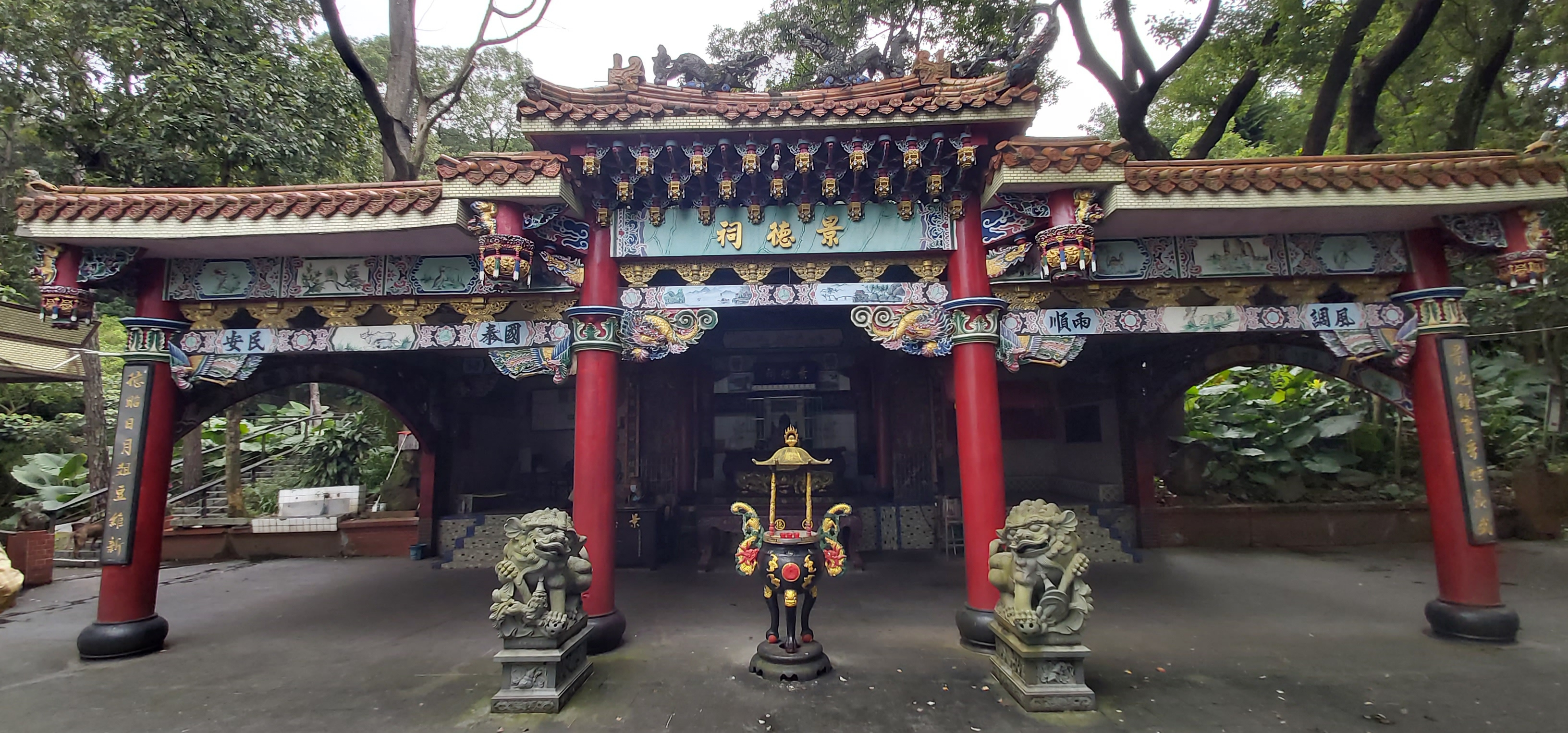
景德祠：桃園虎頭山公園內的土地廟

桃園區的土地公廟宇中，約有一半有配祀著土地婆，而且少有虎爺配祀，為該地區土地公信仰的特色:16。桃園區的土地公廟大多是從三粒石、無神像、露天祭拜的「田頭田尾土地公」發展起來，正式建廟後也有部分廟宇仍保有當初的「石主」:18。例如文中里福祿宮、中成里金福宮等等:18、19。
另外雖然桃園區居民目前以閩南裔為主，但受到客家文化影響，老一輩對於「福德正神」的稱呼不是用「土地公伯」而是稱「伯公」:49。
豐年宮是位於臺灣桃園市桃園區寶慶里的土地祠，與「鎮安祠」一樣都在同德國中校地內。

#### 宮廟列表
| 寺廟名稱                           | 建立時間 | 主祀神祇       |
| ---------------------------------- | -------- | -------------- |
| 景福宮                             | 1745年   | 開漳聖王       |
| 桃園城隍廟（又稱「西廟」，重建中） | 1820年   | 觀音佛祖       |
| 武廟                               | 1841年   | 關聖帝君       |
| 文昌宮                             | 1867年   | 孔子、文昌帝君 |
| 鴻撫宮                             | 1880年   | 保安廣澤尊王   |
| 鎮撫宮                             | 1884年   | 郭聖王公媽     |
| 慈護宮                             | 1897年   | 天上聖母       |
| 宋天宮                             | 1907年   | 楊六使公       |
| 福元宮                             | 1915年   | 保安尊王       |
| 太極宮                             | 1956年   | 元始天尊       |
| 統天宮                             | 1958年   | 關聖帝君       |
| 永安宮                             | 1971年   | 張李莫千歲     |
| 桃園護國宮                         | 1977年   | 中壇元帥       |
| 大樹林天后宮                       | 1981年   | 天上聖母       |
| 孔廟                               | 1989年   | 孔子           |
| 舊桃園媽祖堂                       | 2001年   | 天上聖母       |
| 龍山寺                             | 1970年   | 五靈公         |
| 茄苳溪龍安堂王爺公廟               | 1961年   | 五府王爺       |
| 鳳山巖觀音寺                       | 1928年   | 觀世音菩薩     |
| 中路北極殿                         | 1988年   | 北極玄天上帝   |
| 桃園荷顯宮                         | 1987年   | 荷葉先師       |
| 鎮海宮                             | 1926年   | 輔信王公       |
| 聖母宮                             | 1981年   | 天上聖母       |
| 桃園開山宮                         | 1980年   | 清水祖師       |
| 桃園大墓公                         | 1980年   | 大墓公         |
| 桃園龍安宮                         | 1961年   | 康府王爺       |
| 桃園淨妃堂                         | 2018年   | 天上聖母       |
| 桃園長山寺                         | 1960年   | 觀世音菩薩     |
| 天寧宮                             | 1960年   | 北極玄天上帝   |
| 桃園玄武廟                         |          | 玄天上帝       |
| 關聖帝君廟(文龍殿)                 |          | 關聖帝君       |
| 桃園慈善宮                         |          | 玉皇上帝       |

## 教育

### 教育發展

桃園國小

清領時期，臺灣的教育設施大致可分為官學與私學，官學主要是設在各府州縣廳的儒學與設在各鄉堡坊里的社學，私人興學則有書院、書房、書塾與學堂，為地方初等教育的輔助機構，多由地方人士聘請教師在公眾地方開館而成。1728年，福建漳州人郭光天率領子弟兵至此屯墾後，地方秩序初定，漢人移墾日增，文教逐漸興盛，但由於桃仔園始終是其他官府的鄰邑附地，因此並無文教設施的座落，根據《淡水廳志》記載，隨著清末義倉制度的建立，至同治時期時桃仔園社已設有一所義塾:212。
1895年日本治臺後，為有效溝通、傳布政令與培養初級技術人員，開始在臺實施近代化教育，確立現代學校與教育制度的雛形:213。在初等教育機構方面，劃分為日籍子弟就讀的小學校、臺灣漢人子弟就讀的公學校以及原住民學童就讀的蕃學校:231。日本人在桃園區一共建立一所小學校與三所公學校，依序是1898年桃仔園公學校（1897年原為臺北國語講習所桃仔園分教場，1898年改制。今桃園國小）:233、1905年桃園尋常高等小學校（1902年原為桃仔園小學校，1905年改名，戰後廢除並轉為他用）:231－232、1928年埔子公學校（1923年原為桃仔園公學校埔子分教場，1928年改制。今中埔國小）:234、241、1934年桃園第二公學校（今東門國小）:234。1921年9月28日，桃仔園公學校增設高等科:238。1941年3月，臺灣總督府公佈〔國民學校令〕，小學校、公學校及蕃學校一律更名為國民學校:232，並將埔子公學校改名星岡國民學校:241，桃園第二公學校改名春日國民學校:244。而在中等教育方面，分別有1938年4月25日桃園農業學校（今北科附農）:279、308、1941年4月桃園家政女學校（今桃園高中）:298。1944年4月1日，因應糧食增產急迫，桃園家政女學校改制為桃園農業實踐女學校:279。
1945年二戰後，臺灣省教育廳提出五大教育方針，即闡揚三民主義、培養民族文化、適合國家需要、獎勵學術研究、教育機會均等，在國民學校上廢除差別待遇限制，中學部分則是改為三三制的中等教育:214、215，桃園農業學校改名桃園農業職業學校:308。1946年，星岡國民學校改名桃園第二國民學校:241，春日國民學校改名桃園第一國民學校:244，桃園農業實踐學校改名桃園初級中學:298。1947年，桃園第二國民學校再度改名中埔國民學校:241，桃園第一國民學校也再度改名東門國民學校:244。至1968年實施九年國民義務教育前，境內陸續成立會稽國民學校（1952年原為東門國校會稽分校，1955年8月1日獨立）:246、中山國民學校（1952年原為桃園國校中山分校，1954年獨立）:248、成功國民學校（1957年成立）:250、建國國民學校（1957年原為桃園國校大林分校，1958年獨立）:252、南門國民學校（1964年6月原為桃園國校南門分校，1968年8月1日獨立）:254、龍山國民小學（1966年原為中山國校龍山分校，1976年8月1日獨立）:256等6所國民學校，而在中等教育方面的改制，包括了：1952年，桃園初中升格為完全中學，改名縣立桃園中學:298；1954年，縣立桃園中學改隸臺灣省政府，改名省立桃園中學:298，桃園農業職業學校改名桃園農業職業示範學校:308；1955年1月，配合政府疏散政策，成立省立臺北市成功高級中學茄苳溪分部（今武陵高中）:300；1956年8月，成立大溪初級中學桃園分部:280；1958年，成功高中茄苳溪分部獨立為省立武陵中學:300；1959年11月，大溪初中桃園分部獨立為文昌初級中學:281；1967年，桃園農業職業示範學校停辦初級部，改名省立桃園高級農工職業學校:308。
1968年9月9日，實施九年國民義務教育，國民義務教育延長至國小、國中階段:211、215，初級中學改為三年制的國民中學:280，並增設桃園國民中學:282、青溪國民中學:284。1970年，桃園中學、武陵中學結束初中部，改制為桃園高級中學、武陵高級中學:298、300。在1972年8月至2005年8月1日期間，桃園市一共成立了西門國民小學（1972年8月原為南門國小西門分校，1973年8月1日獨立）:257、文山國民小學（1981年7月1日原為中山國小文山分校，8月1日獨立為）:259、北門國民小學（1985年成立）:260、青溪國民小學（1990年8月1日成立）:261、同安國民小學（1992年6月成立）:262、建德國民小學（1995年2月1日成立）:264、大有國民小學（1996年成立）:265、慈文國民小學（1997年7月成立）:266、大業國民小學（1997年8月原為青溪國小大業分校，1999年8月獨立）:268、同德國民小學（1997年8月成立）:269、莊敬國民小學（2001年4月12日成立）:270、快樂國民小學（2002年5月1日原為會稽國小快樂分校，2004年8月獨立）:271，永順國民小學（2004年8月成立）:272、新埔國民小學（2004年8月成立）:273等14所國民小學，建國國民中學（1975年成立）:285、中興國民中學（1980年成立）:287、慈文國民中學（1996年成立）:288、福豐國民中學（1998年成立）:290、會稽國民中學（2001年1月3日成立）:291、同德國民中學（2001年12月5日成立）:293、大有國民中學（2002年8月1日成立）:294、經國國民中學（2005年8月1日成立）:296等8所國民中學，以及省立陽明高級中學（1990年10月18日原為省立桃園第二高級中學，1991年改名）等1所高級中學:302。省立桃園高中、省立武陵高中、省立陽明高中、省立桃園農工在2000年2月1日改隸教育部，分別改稱國立桃園高級中學、國立武陵高級中學、國立陽明高級中學、國立桃園高級農工職業學校:298、300、308。2016年2月，桃園農工改隸國立臺北科技大學，改名國立臺北科技大學附屬桃園農工高級中等學校。2018年1月，武陵高中、桃園高中及陽明高中改隸桃園市教育局。
目前桃園區擁有5所公私立高級中學，分別為桃園市立桃園高級中學、桃園市立武陵高級中學、桃園市立陽明高級中學等3所普通型高級中等學校，以及國立臺北科技大學附屬桃園農工高級中等學校、桃園市振聲高級中等學校等2所技術型高級中等學校:298－309。其他公立教育機構計有桃園市立文昌國民中學、桃園市立桃園國民中學、桃園市立青溪國民中學、桃園市立建國國民中學、桃園市立中興國民中學、桃園市立慈文國民中學、桃園市立福豐國民中學、桃園市立會稽國民中學、桃園市立同德國民中學、桃園市立大有國民中學、桃園市立經國國民中學等11所國民中學:280－296，桃園市桃園區桃園國民小學、桃園市桃園區中埔國民小學、桃園市桃園區東門國民小學、桃園市桃園區會稽國民小學、桃園市桃園區中山國民小學、桃園市桃園區成功國民小學、桃園市桃園區建國國民小學、桃園市桃園區南門國民小學、桃園市桃園區龍山國民小學、桃園市桃園區西門國民小學、桃園市桃園區文山國民小學、桃園市桃園區北門國民小學、桃園市桃園區青溪國民小學、桃園市桃園區同安國民小學、桃園市桃園區建德國民小學、桃園市桃園區大有國民小學、桃園市桃園區慈文國民小學、桃園市桃園區大業國民小學、桃園市桃園區同德國民小學、桃園市桃園區莊敬國民小學、桃園市桃園區快樂國民小學、桃園市桃園區永順國民小學、桃園市桃園區新埔國民小學等23所國民小學:236－273，桃園市立桃園特殊教育學校等1所特殊教育學校:310，以及敦品中學等1所矯正學校。另有桃園市新興國際中小學、桃園市康萊爾雙語中小學等2所私立國中小:274。

### 圖書館
- 桃園市立圖書館總館
- 桃園市立圖書館文化局分館
- 桃園市立圖書館桃園分館
- 桃園市立圖書館中路分館
- 桃園市立圖書館會稽分館
- 桃園市立圖書館大林分館
- 桃園市立圖書館埔子分館

## 醫療體系
| 名稱                   | 醫療劃分 | 備註                                                                               |
| ---------------------- | -------- | ---------------------------------------------------------------------------------- |
| 衛生福利部桃園醫院     | 區域醫院 | 1979年12月設立，原為省立桃園醫院，1999年改隸行政院衛生署並更名行政院衛生署桃園醫院 |
| 臺北榮民總醫院桃園分院 | 區域醫院 | 原為國軍退除役官兵輔導委員會桃園榮民醫院，2012年1月1日改為現名                     |
| 聖保祿修女會醫院       | 區域醫院 |                                                                                    |
| 敏盛綜合醫院經國院區   | 區域醫院 |                                                                                    |
| 敏盛綜合醫院中路院區   | 區域醫院 | 即將興建新醫學大樓                                                                 |
| 敏盛綜合醫院三民院區   | 地區醫院 |                                                                                    |
| 聯新集團桃新分院       | 地區醫院 |                                                                                    |
| 德仁醫院               | 地區醫院 |                                                                                    |
| 福太醫院               | 地區醫院 |                                                                                    |
| 振生醫院               | 地區醫院 |                                                                                    |
| 衛生福利部桃園療養院   | 精神專科 |                                                                                    |

## 交通

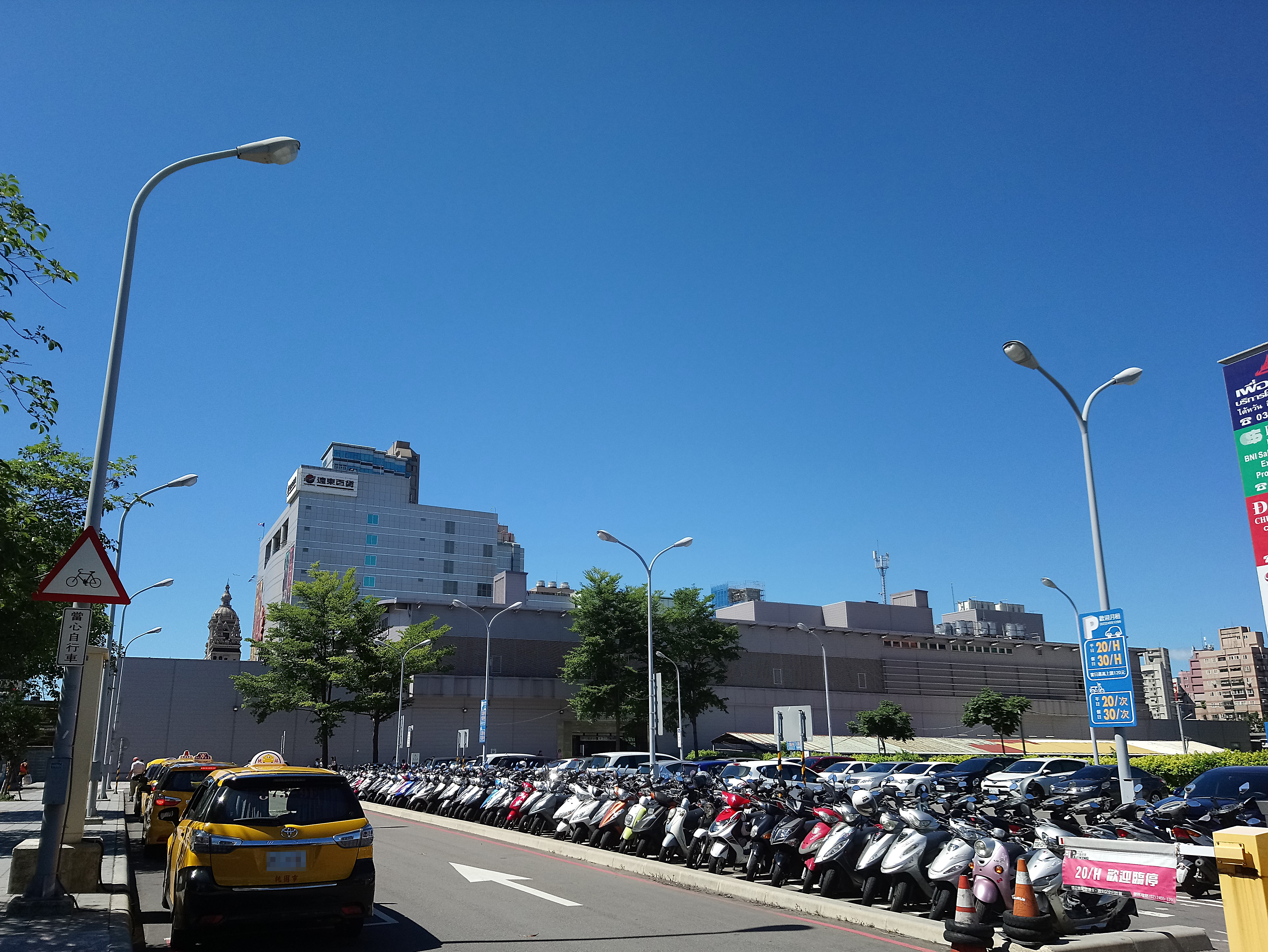
桃園車站臨時站

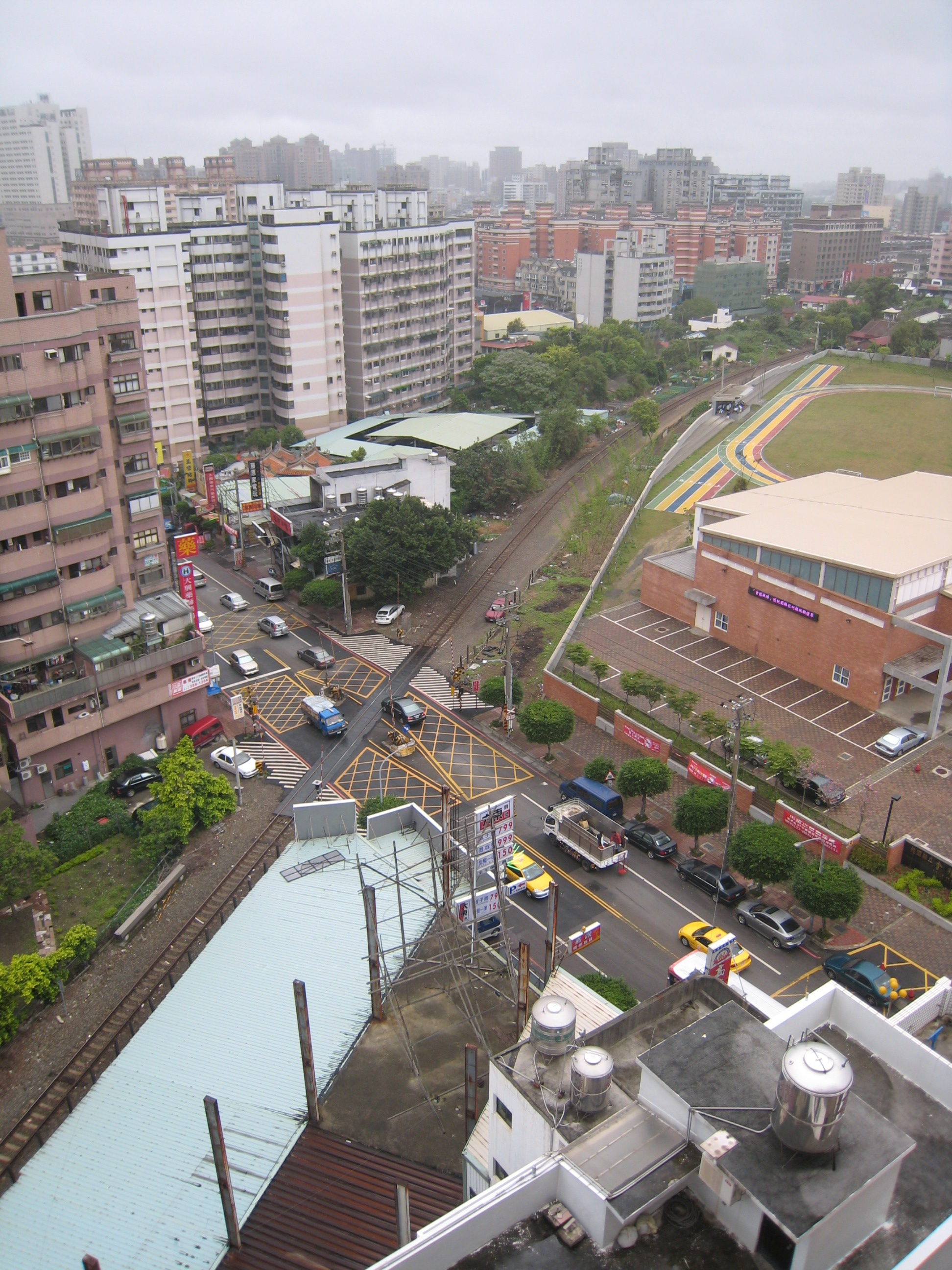
林口線鐵路大興路段未來橘線和棕線車站預定地

桃園區南部有縱貫鐵路和縱貫公路橫貫，西北部有高速公路橫貫，且支線交織，更可從高速公路直通桃園國際機場，交通便利。

### 鐵路
鐵路設有桃園車站，屬一等站，為臺灣重要車站之一，每日臺鐵車站裡的進出站人數名列全國第2。停靠車種：太魯閣號、普悠瑪號、自強號、莒光號、復興號、區間車、觀光列車等。
 臺灣鐵路管理局
- 現在：縱貫線：桃園車站
- 舊：桃林鐵路：桃園車站－桃園高中車站、寶山車站 －南祥車站－長興車站－海山車站－海湖車站
  - 2005年10月27日，臺鐵林口線開辦客運。
  - 2012年12月，臺鐵林口線停駛。

### 公路
- 高速公路系統
  - 49 桃園桃園交流道（南崁交流道）
  - 11 南桃園南桃園交流道（國道二號機場系統至鶯歌系統間之區段，命名桃園內環道；機場系統至桃園機場命名機場聯絡道。）

- 區域道路系統
  - 台1線：中山路 - 三民路 - 長壽路，三民路段與台四線共線；可以前往龜山區或八德區、中壢區；每日通勤車輛眾多，另稱縱貫線或縱貫路。
    - 台1甲：復興路 - 萬壽路；可以前往龜山區、雙北。

  - 台4線：介壽路 - 三民路 -春日路，三民路段與台一線共線；可以前往八德區、大溪區或蘆竹區南崁、水尾、臺灣桃園國際機場等地。
  - 市道110號：永安路、春日路、桃鶯路；可以前往蘆竹區大竹、大園區、臺灣桃園國際機場或新北市鶯歌區、三峽區等地。

- 地方道路系統
  - 桃51線（龍壽街）：可以前往蘆竹區新庄廟。
  - 桃53線（國際路）：可以前往八德區大湳，串聯中山路、文中路、大興西路及永安路等重要道路。
  - 桃15線（富國路）：可以前往蘆竹區水尾；每日工業運輸車輛眾多。　
  - 桃53-1線（文中路）：前往中壢區替代道路。
  - 中正路：前往南崁替代道路。
  - 桃17線（同安街）：前往蘆竹區水尾替代道路。
  - 桃11線（成功路）：前往中央警察大學、林口工四工業區替代產業道路。
  - 經國路：前往南崁替代道路。

### 公車
桃園區公車主要是由桃園客運與中壢客運經營，有諸多班次和路線，起點多為桃園車站前站的市區公車站與桃園車站後站的桃園客運總站。
路線最遠可至龜山區、蘆竹區、八德區、中壢區、龍潭區、大溪區、楊梅區、復興區、大園區、觀音區、高鐵桃園站、臺灣桃園國際機場、新北市林口區、新莊區及鶯歌區等地，公車運輸系統為全市數一數二便利，目前有以下路線：
| | | |
| - 桃園客運市區公車 - 【1】：桃園－中壢 - 【1A】：桃園－中壢（經中壢高中） - 【1B】：桃園－中壢（延駛至桃園榮總） - 【101】：桃園－文中路－果菜市場 - 【102】：桃園－景雲新村 - 【103】：桃園－華映公司 - 【105】：桃園－大有路 - 【105A】：桃園－大有路（繞駛大業路） - 【105B】：桃園－大有路（繞駛國稅局） - 【107】：桃園－中平路 - 【109】：桃園－新興高中 - 【113】：桃園－幸福社區 - 【117】：桃園－寶慶路口 - 【125】：桃園－三聖宮 - 【137】：桃園－銘傳大學（經明碁電腦、龜山國小） - 【139】：桃園－龍壽街－新廟 - 【150】：桃園－煉油廠（平時無行駛） - 【151】：桃園－同安街（先經莊敬路） - 【152】：桃園－同安街（先經大興西路） - 【157】：桃園－八德－新興高中 - 【188】：桃園後站－中正藝文特區 - 【188A】：桃園後站－中正藝文特區（繞駛桃園監理站） - 【189】：桃園後站 - 經國轉運站（經武陵、龍安街、藝文特區） - 【206】：桃園－高鐵桃園站 - 【261】：桃園－銘傳大學（經頂興路、陸光二村） - 【265】: 桃園－尖山－鶯歌火車站 - 【301】：桃園－楊梅 - 【301A】：龜山－楊梅 - 【302】：桃園－高鐵桃園站（經大竹） - 【502】: 桃園－小烏來（台灣好行假日行駛） - 【601】：內壢－捷運迴龍站 - 【707A】：桃園市政府－桃園棒球場 - 【高鐵快捷公車】：桃園－高鐵桃園站（直達車） - 【BR】（棕線先導公車）：桃園－捷運迴龍站 - 【GR】（綠線先導公車）：桃園G07－南崁長興路（經藝文園區、台茂、好市多） - 【GR2】（綠線先導公車）：桃園G07－八德（行經大湳） | - 桃園客運跨區公車 - 【5008】: 桃園－中壢（經龍岡） - 【5009】: 桃園－新莊（經省道台1線） - 【5010】: 桃園－中壢（經仁美八德） - 【5011】: 桃園－中壢（經竹巷） - 【5014】: 桃園－南崁（經南祥路） - 【5015】: 桃園－大園（經南崁） - 【5016】: 桃園－竹圍（經山腳） - 【5018】: 桃園－水尾（經蘆竹） - 【5019】: 桃園－沙崙（經蘆竹） - 【5020】: 桃園－下福 - 【5021】: 桃園－下海湖 - 【5022】: 桃園－竹圍（經南崁） - 【5040】: 桃園－觀音（經中厝） - 【5044】: 桃園－龍潭（經十一份） - 【5053】: 桃園－龍潭（經九龍村） - 【5056】: 桃園－石門水庫 - 【5057】: 桃園－長庚醫院桃園分院（經大埔、工四工業區） - 【5059】: 桃園－桃園機場（經南崁） - 【5060】: 桃園－榮民之家（經更寮腳） - 【5061】: 桃園－建國19村（經大竹） - 【5063】: 桃園－醒吾中學（經長庚醫院） - 【5064】: 桃園－三德煤礦（經龜山圓光橋） - 【5065】: 桃園－體育學院（經大埔、中正運動公園） - 【5068】: 桃園－合家歡社區（經龜山後街） - 【5069】: 桃園－醒吾中學（經赤塗崎） - 【5071】: 桃園－醒吾中學（經外社） - 【5073】: 桃園－頂社 - 【5086】: 桃園－大園（經五塊厝） - 【5086A】: 桃園－大園（經五塊厝）（延駛開南大學） | - 中壢客運 - 【1】：桃園－中壢 - 【129】：桃園－大竹 - 【130】：桃園－榮民之家 - 【BR】（棕線先導公車）：桃園－捷運迴龍站 - 【5301】: 桃園－上巴陵－林班口 - 桃園區民免費公車（桃園客運營運）：2001年開辦 - 【環狀線】：桃園區外環地區 - 【埔子線】：桃園區埔子地區 - 【中路線】：桃園區中路地區 - 【後站線】：桃園區後站地區 - 統聯客運 - 【168】：桃園後車站 - 內壢復興宮 - 【706】：桃園火車站 - 桃園國際機場 - 【706A】：桃園火車站 - 大園 - 桃園國際機場 - 【706B】：桃園火車站 - 華航諾富特飯店 - 桃園國際機場（每日7班次） - 三重客運 - 【桃608】：桃園大有路 - 樹林保安街 - 【708】：林口 - 南崁 - 【708A】：林口 - 南崁 - 捷運山鼻站 - 指南客運 - 【106】：桃園－南崁 - 新北市免費公車（鶯歌區） - 【幸福巴士F652延伸線】：鶯歌區公所 - 鶯歌區公所（中間經萬壽路、山鶯路、桃園火車站前站） |

2012年起聯合桃園客運、中壢客運與立凱電能推動免費接駁電動巴士計畫。現有桃園市府線、中壢市區線與大溪假日線等。

### 幹線公車
- 【201】八德  →	桃園 → 蘆竹
- 【301】楊梅  →	桃園 → 龜山
- 【702】大溪  →	桃園 → 長庚醫院

### 長途客運
- 桃園客運、三重客運
  - 【9005】桃園 → （經中山高堤頂交流道） → 市府轉運站

- 中壢客運、指南客運
  - 【9009】桃園 → （北二高安坑交流道） → 市府轉運站
  - 【9069】桃園 → （經中山高圓山交流道） → 南港展覽館

- 臺北客運、桃園客運
  - 【9023】桃園 → （經中山高） → 捷運劍潭站

- 國光客運
  - 【1816】桃園（復興路總站） → （經中山高） → 臺北
  - 【1816A】桃園（復興路總站） → （經經國路、中山高） → 臺北
  - 【1861】桃園（復興路總站） → （經南崁、桃園交流道） → （經水湳） → 臺中
  - 【1862】桃園（復興路總站） →（ 經中壢、中壢民族路） → 高雄
  - 【1803】中壢站 → 桃園（復興路總站）（經縱貫、高速公路） → 基隆

- 統聯客運
  - 【1610】 臺北 → （經桃園交流道） → 高雄
  - 【1611】 臺北 → （經桃園交流道） → 臺南

- 和欣客運
  - 【7500】 臺北 → （經桃園交流道） → 臺南

### 經國轉運站
- 經國轉運站是一座位於臺灣桃園市桃園區的一座公路客運轉運站，位於桃園經國重劃區內經國路與幸福路口，原預計2019年2月啟用[25]，但因為招商過程多次流標[26]，直到該年5月6日才正式營運[27][28]。

初期將引入目前於桃園交流道周邊設站的3家國道客運業者進駐，每天提供約330班次往返宜蘭、台北、台中、嘉義、台南及高雄等地，也規畫6條市區公車路線，啟用後將為全桃園第一個整合城際客運與市區公車的轉運站點。
- 國光客運
  - 1861 桃園－臺中(經水湳)
- 統聯客運
  - 1610 臺北－高雄(經中港轉運站、岡山、楠梓)
  - 1611 臺北－臺南(經中港轉運站、新營)
  - 1661 宜蘭地區轉運站(羅東、宜蘭、礁溪)－桃園機場（經林口、經國轉運站）（2019年8月30日通車）
- 和欣客運
  - 7500 臺北－臺南(經朝馬、新營、麻豆，往高雄在新營站轉7512路)

#### 站外路邊月臺[29]
- 國道客運
  - 1662 桃園車站(後站)－松山機場
  - 9005 桃園－臺北市政府
  - 9023 桃園－臺北市士林區

- 市區公車
  - 189 桃園－經國轉運站
  - 201 蘆竹－桃園－八德
  - 702 大溪－林口長庚醫院
  - 302(原707) 桃園後站－高鐵桃園站(經大竹)
  - 707A 振聲中學－桃園棒球場
  - 5059 桃園－桃園機場 (經南崁)
  - L101 免費公車環狀紅線
  - L102 免費公車環紅甲線

- 候車月臺配置

| 月臺 | 使用業者 | 路線編號 | 營運路線或用途       | 備註                                                  |
| ---- | -------- | -------- | -------------------- | ----------------------------------------------------- |
| 1    |          |          | 預留空間             |                                                       |
| 2    | 國光客運 | 1861     | 桃園－－臺中         | 經水湳                                                |
| 3    | 和欣客運 | 7500     | 臺北－－臺南         | 經朝馬、新營、麻豆 往岡山、楠梓、高雄於新營轉乘7512路 |
| 4    | 統聯客運 | 1610     | 臺北－－高雄         | 經中港轉運站、岡山、楠梓                              |
| 4    | 統聯客運 | 1611     | 臺北－－臺南         | 經中港轉運站、新營                                    |
| 4    | 統聯客運 | 1661     | 宜蘭羅東－－桃園機場 | 經林口、經國轉運站                                    |
| 5    |          |          | 預留空間             |                                                       |
| 6    |          |          | 預留空間             |                                                       |

### 自行車租賃系統
- 桃園市公共自行車租賃系統至2020年5月，在桃園區設有84站：
  - 桃園市立圖書館桃園分館
  - 民族公園
  - 朝陽森林公園
  - 桃園延平公園
  - 福豐公園
  - 桃園火車站（後站）
  - 桃園建國公園
  - 市立陽明高中
  - 同德國中
  - 桃園展演中心（同德六街）
  - 東溪綠園
  - 三民運動公園
  - 桃園展演中心（中正路）
  - 國強公園
  - 新埔公園
  - 桃園市立圖書館大林分館
  - 桃園火車站（前站）
  - 瑞慶公園
  - 中寧公園
  - 陽明運動公園

- - 大業國小
  - 大有國中
  - 桃園龍岡公園
  - 桃園龍鳳公園
  - 桃園市政府文化局
  - 成功春日路口
  - 中德里休閒廣場
  - 桃園巨蛋
  - 西門綠園
  - 衛福部桃園醫院
  - 忠孝兒童遊樂場
  - 桃園市政府
  - 桃園市政府警察局桃園分局
  - 慈文國中
  - 同新公園
  - 桃園永康公園
  - 桃園市立游泳池
  - 寶山公園
  - 國強一街上海路口
  - 青溪公園

- - 桃園龍山國小
  - 桃園中正公園（同安街）
  - 建新公園
  - 中正一正康一街口
  - 大同西路簡易公園
  - 家樂福經國店
  - 玉山公園
  - 會稽國中
  - 經國國中
  - 霖園兒童公園
  - 風禾公園
  - 桃園觀光夜市旅客服務中心
  - 財政部北區國稅局桃園分局
  - 大檜溪公園
  - 溫州公園
  - 龍安公園
  - 成功國小
  - 中德里市民活動中心
  - 大魯閣(中正路)
  - 永定二保定三街89巷口

- - 桃園區南平運動中心
  - 向陽公園
  - 國豐公園
  - 北門國小
  - 同安國小
  - 文昌國中
  - 國信公園
  - 經國轉運站
  - 台北榮民總醫院桃園分院
  - 水汴頭音樂廣場
  - 桃智路廣豐三街口
  - 復興路大同路200巷口
  - 中山路裕和街口
  - 中路兒2公園
  - 春日路民富九街口
  - 南門公園
  - 介壽公園
  - 同安親子公園
  - 中正莊敬路口
  - 藝文一街大興西路口

- - 桃園高中
  - 陽明運動公園(建新街)
  - 昭揚建築(水秀公園)
  - 桃園建國國小

### 電動車租賃共享系統
- 共享機車

| 業者    | 使用車款              | 收費方式                                                                                             | 範圍                                           |
| ------- | --------------------- | --- | ---------------------------------------------- |
| GoShare | Gogoro 2/Gogoro Viva  | 首次騎乘前 30 分鐘免費，前 6 分鐘 15 元，之後每分鐘 2.5 元 ，實際費率與優惠活動請以 GoShare App 為主 | 桃園、中壢部分區域，高鐵青埔站、龜山，台北市   |
| iRent   | 光陽iONEX Many 110 EV | 前 6 分鐘 10 元，第 7 分鐘起每分鐘 1.5 元，月租方案 NT$499（可騎650分鐘）                            | 絕大多數台北市區、新北、桃園、台中、台南、高雄 |

### 未來

#### 鐵路、捷運
臺灣鐵路管理局
- 縱貫線：桃園車站 – 中路車站（細部規劃中）

 桃園捷運
- 綠線（興建中）：陽明運動公園站 – 桃園車站 – 景福宮站 – 中正力行站 – 中正大興站 – 藝文特區站 – 蘆興埤站
- 棕線（綜合規劃已核定）：桃園車站 － BR07站

## 特色美食
- 客家菜系：酸菜鴨肉、紅槽鴨肉、薑絲大腸、梅菜扣肉
- 滇緬菜系：米干、米線、豌豆粉
- 石門水庫活魚三吃

## 旅遊景點

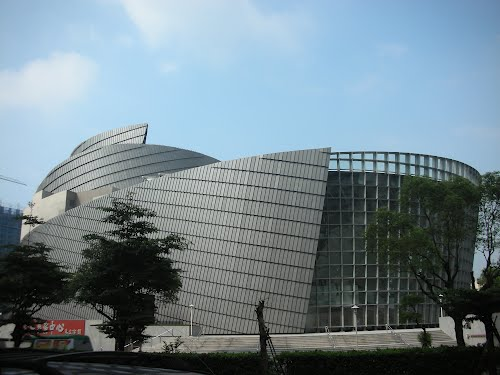
桃園展演中心

### 大型文化活動舉辦地
- 桃園展演中心：2009年12月開幕
- 桃園市立體育場：1993年10月，名桃園縣立體育館場
- 桃園巨蛋：1993年10月，名桃園縣立體育館啟用
- 桃園市政府文化局演藝廳
- 桃園市婦女館
- 桃園市府廣場

### 公園

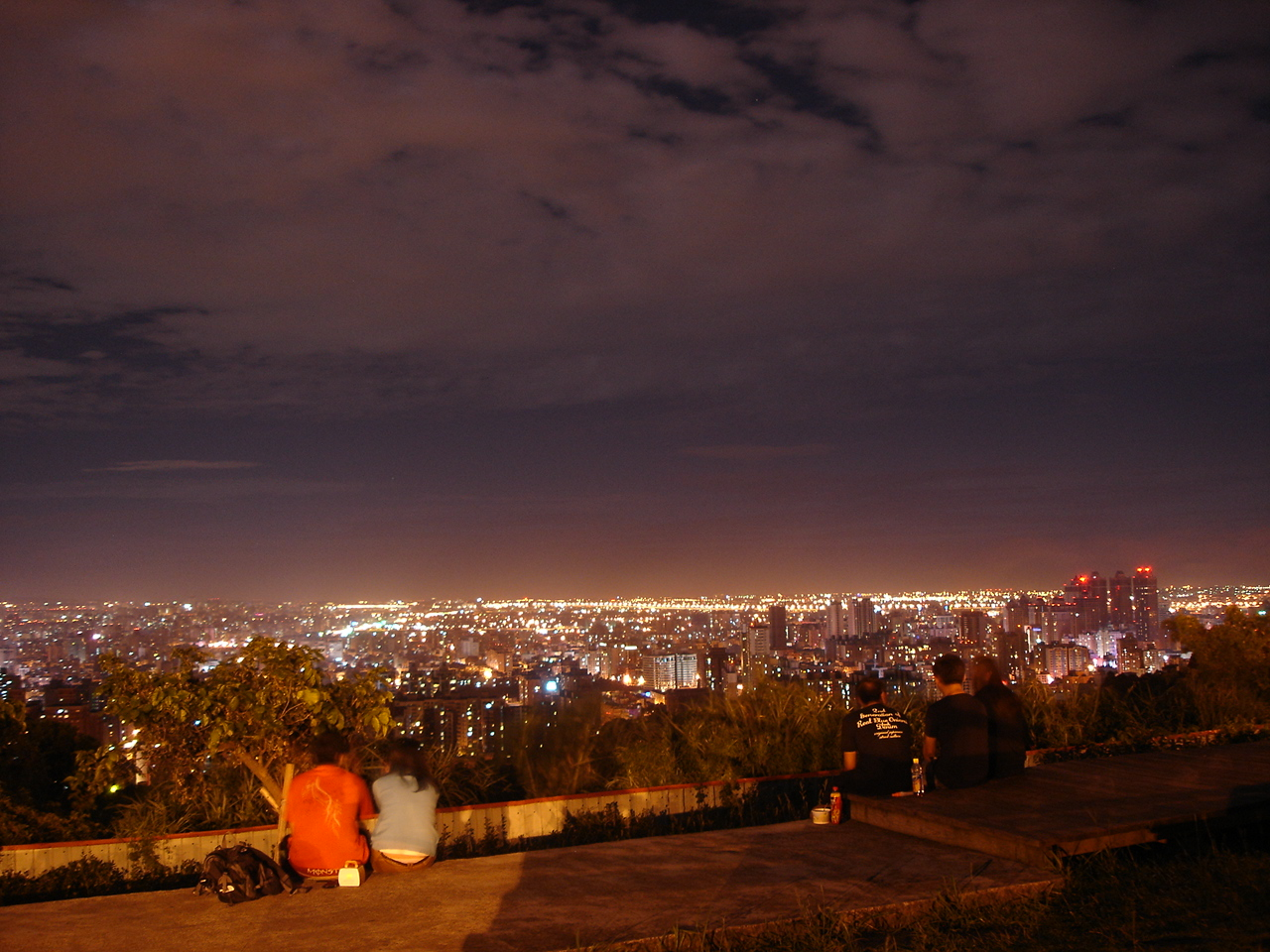
虎頭山環保公園可眺望桃園區整個夜景

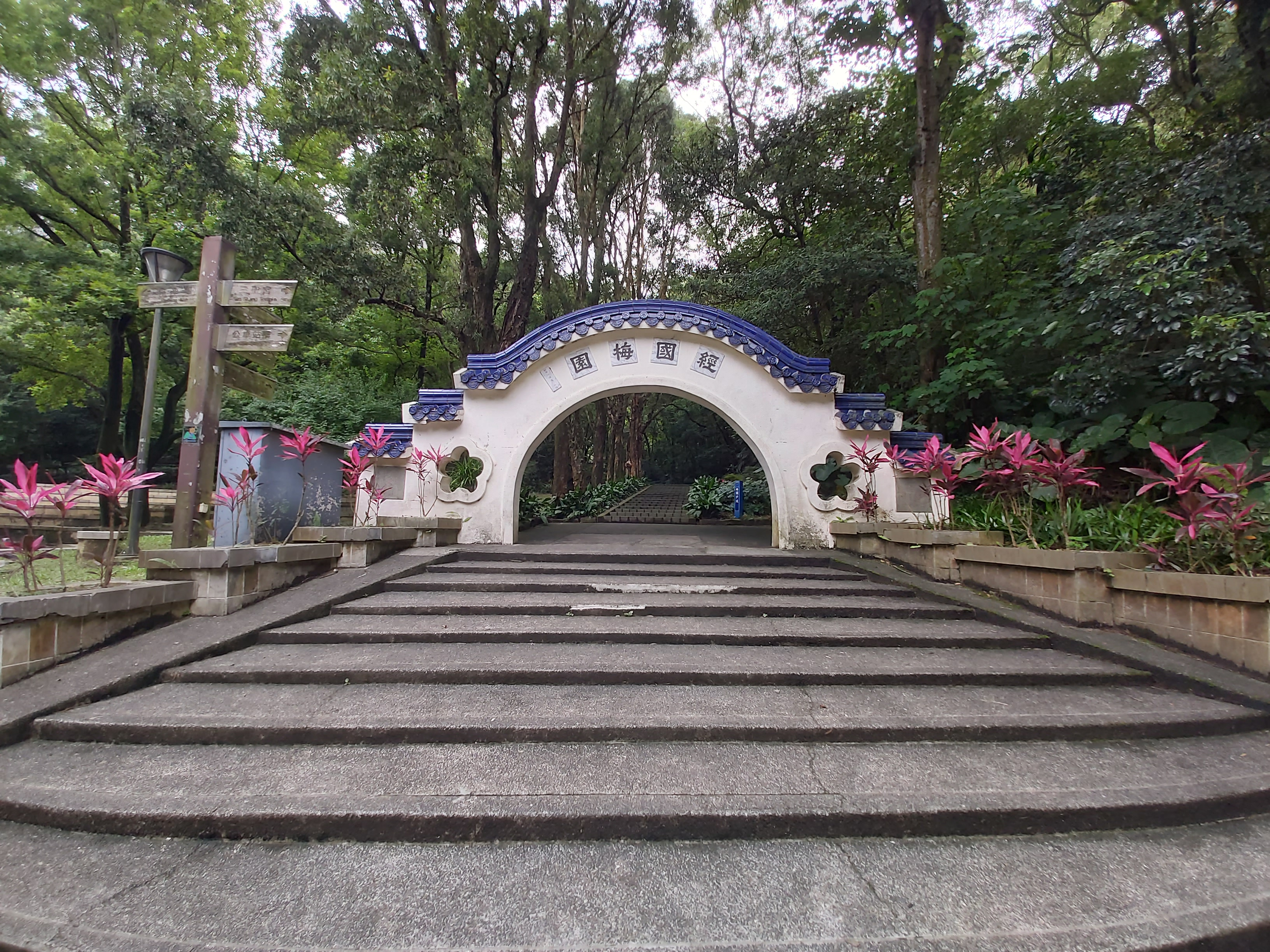
虎頭山公園內以紀念故總統蔣經國的名義而興建的「經國梅園」拱門

桃園區向來以公園城市自許，目前已擁有112座公園與綠地，包括文昌公園、虎頭山公園、虎頭山環保公園、中正公園、朝陽森林公園、陽明運動公園、三民運動公園、玉山公園、桃園區第一河濱公園、藝文廣場等。
此外還有福林公園、中成公園、南平公園、第二河濱公園、藝文廣場園區、市二簡易公園、明德公園、福信公園、第三河濱公園、瑞明公園、經國綠園、中信公園、新埔公園、中德里休閒廣場、河濱綠地、簡易極限運動公園、南通公園、國際公園、市三簡易公園、成功公園、西門綠園、三民運動公園、介壽公園、莊敬公園、大林公園、同德環保公園、霖園公園、青溪公園、虎頭山環保公園、民族公園、文昌公園、延平公園、東溪綠園、快樂公園、龍岡公園、會稽公園、忠義公園、建國公園、國信公園、建新公園、國強公園、玉山公園、龍鳳公園、中寧公園、福安公園、龍祥公園、仁愛公園、中山公園、忠孝公園、中正公園、同安親子公園、經國環保公園、寶慶公園、瑞慶公園、同新公園、東埔公園、寶山公園、第一河濱公園、風禾公園、陽明運動公園等。

### 古蹟、歷史建築
- 景福宮：

發展至今約300年歷史之三級古蹟，俗稱桃園大廟，創建最早可追朔至清乾隆10年（1745年）。主祀 開漳聖王，為桃園區信仰中心。
- 桃園慈護宮：

主祀天上聖母媽祖，註冊"桃園媽"，為桃園區最大的媽祖廟，興建於1897年。
- 桃園孔廟：落成於民國七十八年（1989年），是台灣官設孔子廟當中最後一棟興建完成的，為桃園市最大孔廟。
- 桃園神社：

昭和13年（1938年）6月10日竣工，民國103年（2014年）12月25日桃園升格直轄市後，再度更名為「桃園忠烈祠」。現為忠烈祠暨神社文化園區。
- 文昌廟：

桃園文昌宮 ，原名文昌廟，又名指南宮 ，樓上稱「駕鰲樓」，主祀 文昌帝 君為主神，樓上奉祀至聖先師孔子，創建迄今已145年之歷史。
- 武廟：

落成於西元1841年，又名桃園關帝廟，主祀 關聖帝君，位於民生路。
- 西廟：

西元1809年（嘉慶十四年），主祀 觀音佛祖，配祀大眾爺，安撫亡魂，因位於當時之城西，故通稱「西廟」。現已拆除重建。
- 大樹林橋：

位於桃園區長安街30巷口，是早期唯一該地交通要道，橫跨東門溪，創建於1930年（昭和5年）。是桃園最早的三座水泥橋樑之一。
- 大廟口派出所

位於景福宮旁，設立於日治時期，戰後不久派出所即遷出（今景福派出所），目前正更新為文創聚落。
- 鐵路七號倉庫：

於1936年興建作為新竹州農會肥料配合所的肥料倉庫，因有三個隔間，戰後分別被編為桃園六、七、八號倉庫。由日治時期「桃園農舍肥料配合所」到戰後「臺灣省通運公司桃園倉」的歷史縱深，見證縱貫鐵路運輸倉庫設施的歷史。將原有倉庫變身為桃園鐵道願景館，館內介紹桃園捷運綠線與未來捷運願景。
- 桃園警察局日式宿舍群：

原址昔為1937年日治時期官署宿舍，光復後延用為警眷宿舍。全區共4棟建物，現已更新為77藝文町，園區內有多家餐飲與藝文小店。

### 運動場地
- 桃園巨蛋：桃園巨蛋面積1.5公頃 可容納15,000人，1993年9月完成建造 ，高強度頂蓬架構 ，主場地直徑82公尺，面積1600坪 ，固定座椅8000個，活動座椅7000個 ，鐵弗龍玻璃纖維屋頂及吸音設備
- 桃園市立體育場：體育場佔地約2.5公頃，可容納觀眾三萬人。司令台及貴賓席長約70公尺，並含身障專用看台。對側為聖火台。司令台內有各類管理辦公室及貴賓休息室。
觀眾席看台下，設置各型運動研究教室及培訓選手的住宿及餐廳服務。地下室有停車場、室內練習跑道、防空避難室及其他機器設施。
- 中央廣場：介於田徑場及體育館間，屬於戶外型場地，約可容納七、八百人，多用於舉辦各類小型晚會、園遊會或慶功宴等，襯著藍天綠蔭，視野開闊，是辦理室外活動的最佳場所。
- 桃園市立游泳池：於1993年10月完成建造，位於中平路，佔地面積約1.6公頃，可容納約1,000人左右。
- 大型健身中心
- 公有
  - 桃園國民運動中心：中山東路233號
  - 南平公園運動中心：南平路南平公園內

- 私人
  - 原力體能空間：同德六街99號
  - 世界健身中心桃園旗艦店：復興路 水利會大樓B1~4樓
  - 世界健身中心桃園大有店：大有路 原燦坤3C大有店原址
  - 世界健身中心桃園國強sport店：國強一街136號
  - 極限健身中心桃園店：春日路 JC PARK B1樓
  - 健身工廠桃園大有店：大有路 新光三越大有店新館1樓~2樓
  - 健身工廠桃園復興店：復興路207號B1
  - 健身工廠桃園經國店：經國路116號

還有至少十間中小型健身房深入社區商圈。

### 知性博物館
- 臺灣省土地改革資料陳列館：中山路（台1線）
- 可口可樂博物館：興邦路46號
- 祥儀機器人夢工廠：桃鶯路461號
- 土地公文化館：2014年落成，位於三民路一段 中山東路口
- 桃園軌道願景館：萬壽路三段245號
- 桃園77藝文町：中正路77巷5號
- 桃園劍道故事館：永樂街24號

## 娛樂購物

### 站前商圈

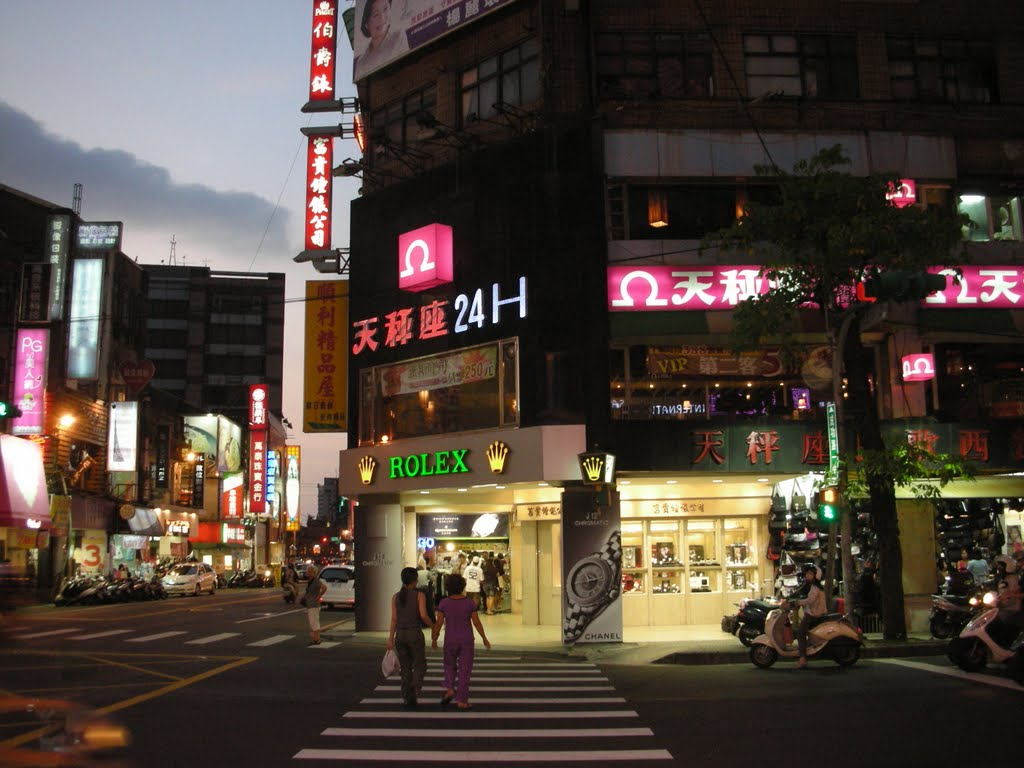
桃園站前商圈

- 中正路、大同路、中華路、民權路、民族路、民生路街廓，全桃園市最大、交通最便利的商圈。結合百貨、3C、餐飲、影城、藥妝與健身中心的多功能商圈。
- 遠東百貨、新光三越百貨、TONLIN PLAZA、in89豪華統領影城、好樂迪KTV、錢櫃KTV、凱悅YES KTV等
- ATT吸引力新品牌ATT筷食尚，結合50家餐飲商店的新商場。（中正路 復興路口）
- 原日據時代警察宿舍已改建成桃園77藝文町，園區內多間餐飲與藝文小店。
- 公私立銀行皆有進駐，屬桃園市最便捷的財經中心。
- 三麒建設站前商場+商辦都更案，預計興建19層大樓。

### 藝文特區商圈

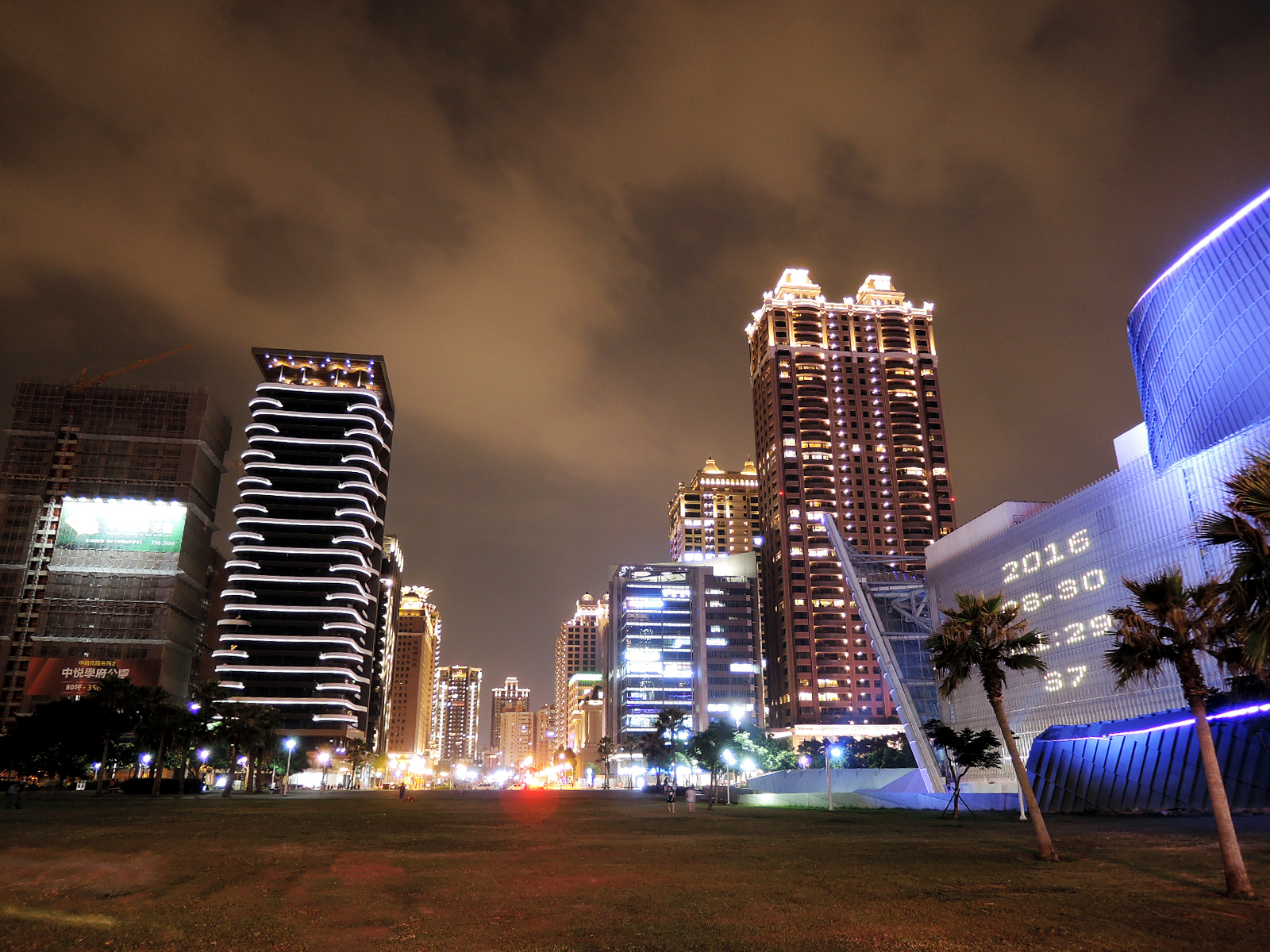
桃園藝文特區

- 藝文園區為新興商業範圍，包括中正路、南平路、大興西路向外延伸，主要為異國美食、特色餐廳、咖啡館與休閒品牌店為主。
- 目前中茂新天地商場已於2016年2月正式營運[31]。
- 展演中心旁的桃園市立圖書館總館，蔦屋、文創商場與威秀影城4影廳。
- Porsche Studio Taoyuan 保時捷 桃園都會概念店、富貴鐘錶-旗艦店、超市JASONS也進駐於此。
- 京站規劃2025年開幕，18層商場+影城。

### 力行觀光夜市商圈
- 桃園觀光夜市為北埔路、中正路、正康一街、正康二街一帶，結合多種美食與商家。
- 此商圈眾多連鎖店進駐，包含餐飲、藥妝、超市等，結合社區商圈為主。

### 東區商圈
- 商圈以來來百貨、廣萌百貨與東方百貨為中心，後來因為商圈轉移，使得百貨生意不如以往；目前3家百貨都已結束營業，原址皆轉為其它用途。
- 燦坤桃園旗艦店、順發3C等，知名連鎖餐飲也進駐於此。

### 大有路商圈
- 有小天母之稱，結合新光三越大有店(2023/02/28歇業)及多家連鎖企業餐廳、健身工廠、世界健身。
- 大有路、寶山街、大業路上連鎖店眾多，屬於社區型商圈。

### 中路龍安商圈
- 思夢樂、愛買與大創百貨的生活圈商圈，未來中路重劃區與桃園鐵路地下化完工後，更可帶動地方商圈延伸擴大。
- 國道二號司法園區附近有一處商業地，市府表明會引進商場。
- 中路重劃區多家獨立連鎖店進駐，桃園區防災公園-風禾公園也在此區。

### 小檜溪重劃區
- 目前已有於2017年開幕之JC PARK桃園春日館。
- 宜得利家居進駐JC PARK B1，2017/05/12 試營運。
- 市地重劃部分有機會新增百貨商場，麗寶建設與其他建設公司相繼開發。
- 福容飯店桃園二館預計進駐。
- 桃園區三民段 92 地號等 4 筆土地國泰人壽保險股份有限公司商場、辦公室新建工程，預計有4層商場。

### 經國重劃區
- 經國轉運站在此，為旅客的中繼站。
- 以遠雄與其他建設公司相繼開發，另外待長榮貨運遷移八里，目前『傳聞』原地重劃商場影城飯店等多功能用途。

### 大型商場總覧
- 桃園區因面積不大，居桃園市次小約34.8km²，但境內卻有眾多大型商場，密度為全市第一。

| 場所                                                            | 類型         | 備註 |
| --------------------------------------------------------------- | ------------ | --- |
| 遠東百貨桃園店(UNIQLO、連鎖餐飲)                                | 百貨公司     | - 1984年11月，遠東百貨桃園店開業。 - 1999年，遠東百貨桃園店遷至火車站前現址，更名為遠東百貨新概念店桃園店，同時導入第三代版企業識別系統。 |
| 統領廣場(威秀影城、誠品生活、連鎖餐飲)                          | 百貨公司     | |
| 新光三越桃園站前店(法雅客、GU、連鎖餐飲)                        | 百貨公司     | |
| 家樂福桃園店                                                    | 量販購物中心 | |
| 家樂福經國店24H                                                 | 量販購物中心 | |
| 愛買桃園店(大創百貨)                                            | 量販購物中心 | |
| 誠品生活桃園統領店(誠品書局、文創店)                            | 複合商場     | |
| 中茂新天地(連鎖餐飲、TRUE YOGA、王品、欣葉日本料理)             | 複合商場     | |
| JC Park食尚廣場桃園春日館(宜得利家居、藏壽司、極限健身)         | 複合商場     | |
| ATT筷食尚(連鎖餐飲)                                             | 複合商場     | |
| 舊遠百商場(萬岳運動體驗店、寶雅、大創百貨)                      | 複合商場     | |
| NOVA資訊廣場桃園店                                              | 3C賣場       | |
| UNIQLO桃園春日店(大型店)                                        | 服飾賣場     | |
| 圖書總館商場(蔦屋書局、國賓影城、台灣霹靂布袋戲文創、餐飲)      | 複合商場     | |
| 隆遠桃園京站地下5層至地面12層商場(影城、餐飲)(2027開幕、規劃中) | 百貨商場     | |
| 三麒建設站前商業都更案19層(商場+商辦)(規劃中)                   | 複合商場商辦 | |

- 1990年，廣萌百貨開幕，進駐中山東路商圈。
- 1991年，來來百貨桃園店開幕，結合第一廣場美食街，正式進駐中山東路商圈，為當時最大的百貨商場。
- 1993年1月，八百伴百貨在桃園市大有路興建百貨大樓，開設桃園店，總面積一萬六千坪。
- 1995年，統領百貨桃園店開幕，進駐桃園站前中正路商圈。
- 1997年3月23日，八百伴桃園店結束營業，整棟低價賣給新光集團。
- 1998年1月，新光三越進駐八百伴生活百貨原址，更名為新光三越桃園大有店。明德春天百貨桃園店開幕，進駐中華路統領百貨旁，並另設有巴黎站前購物中心商場。其內部設置與當時百貨有顯著不同，但因經營不善，於週年慶活動後，便逐漸縮減營業樓層，最後停業。
- 1999年12月，愛買桃園店開幕，進駐龍安商圈。
- 2002年5月：衣蝶百貨桃園館開業，進駐桃園站前商圈，與桃園客運大樓租約。來來百貨桃園店結束營業，隔年全臺來來百貨走入歷史。
- 2004年12月18日，宜家家居IKEA桃園店開幕，進駐臺1線武陵高中對面，原址為法國吉安量販店。
- 2005年9月，特易購正式出售給臺灣家樂福，特易購桃園經國店正式更名為家樂福桃園經國店，維持24小時營運，曾是家樂福店王。
- 2008年5月31日：衣蝶百貨全臺分館最後一日營業，桃園館最後一天營運。
- 2008年6月6日，衣蝶百貨正式走入歷史，全臺掛牌新光三越重新開幕，新光三越桃園站前店正式亮相。
- 2016年9月8日，家樂福第89家分店便利購桃園南平店開幕，24小時營運。
- 2016年12月1日，統領戲院易主，歇業重新改建。
- 2017年2月6日，統領百貨封館改裝1年，引進威秀影城、美食餐廳、遊樂園。
- 2017年3月，ATT筷食尚正式開幕。
- 2017年7月，統領戲院轉型為in89旗下影城並重新開幕。
- 2018年9月22日，統領百貨改名為統領廣場全新開幕。
- 2020年7月，IKEA桃園店中山路舊址於22日關閉，於同月23日搬至高鐵桃園站前（中壢區青埔）。
- 2023年2月28日，新光三越桃園大有店，結束25年的經營。

### 夜市
- 桃園觀光夜市

### 市場
| 市場名           | 類型                                   |
| ---------------- | -------------------------------------- |
| 南門公有零售市場 | 早市(116攤位)                          |
| 新永和市場       | 早市(冷氣市場)                         |
| 朝陽市場         | 早市                                   |
| 力行市場         | 早市                                   |
| 桃園果菜市場     | 批發零售                               |
| 大樹林黃昏市場   | 黃昏市場                               |
| 仲平黃昏市場     | 黃昏市場                               |
| 寶山黃昏市場     | 黃昏市場                               |
| 同安黃昏市場     | 黃昏市場                               |
| 東門市場         | 複合市場(改建新市場大樓並引進全聯超市) |

### 電影院
| 標的             | 影城廳數      | 資訊         |
| ---------------- | ------------- | ------------ |
| in89豪華統領影城 | 8影廳 494席   | 首輪         |
| 桃園統領威秀影城 | 21影廳 1015席 | 首輪         |
| 光影文化館       | 1影廳(免費)   | 二輪、藝文   |
| 圖書總館影城     | 8影廳興建中   | 首輪、藝文廳 |
| 桃園京站影城     | 規劃中        | 首輪         |

### 觀光工廠
| 名稱                 | 簡介 |
| -------------------- | --- |
| 南僑桃園觀光體驗工廠 | 南僑桃園廠創立於1971年，佔地15,000坪，2012年成立觀光工廠，是桃園龜山工業區第一家獲選的工廠。                                         |
| 可口可樂世界         | 全台唯一，以不同形形色色的「可口可樂」罐為主角，同時展出相關周邊產品和資訊。                                                         |
| 祥儀機器人夢工廠     | 耗資打造全台最具特色的機器人夢工廠，夢工廠內部共分為：產品區、再生能源利用區、家庭智能化專區、互動體驗區以及機器人演進史等五大區域。 |

## 姐妹市（桃園縣轄時期締結）
- 美国華盛頓州肯納威克
- 昆士蘭州洛根市
- 拉脫維亞巴爾維區巴爾維市
- 美国加州爾灣市
- 波蘭馬佐夫舍省拉多姆